# Bijzonder hoogleraar
Een bijzonder hoogleraar is een hoogleraar aan een universiteit die een bijzondere leerstoel bekleedt. Een bijzondere leerstoel vult het bestaande onderwijsprogramma op een maatschappelijk terrein aan. Hij wordt niet uit het universitaire onderwijsbudget betaald maar uit speciale fondsen, legaten, of door stichtingen of bedrijven uit min of meer ideële overwegingen of om het eigen vakgebied te ontwikkelen.
Een aanstelling van een bijzonder hoogleraar is voor een tijdelijke periode van meestal vijf jaar en voor een of twee dagen in de week waarbij de persoon het als een nevenfunctie vervult. De werving is open en vindt plaats door de faculteit waarbij een bijzonder hoogleraar minimaal gepromoveerd dient te zijn en niet intern werkzaam is. Het is dus niet zo dat degene die een bijzondere leerstoel betaalt, ook bepaalt wie deze mag bekleden. 
Een bijzondere leerstoel kan ook ingesteld worden door de faculteit zelf voor talentvolle wetenschappers als een carrièreleerstoel naar een in de toekomst vrijkomende gewone leerstoel. Een dergelijke leerstoel wordt uit fondsen van de universiteit zelf betaald. Een andere reden om als universiteit een bijzonder hoogleraar te benoemen kan zijn om een jong onderzoeksveld een kans te geven. De extern gefinancierde leerstoelen laten zich onderscheiden tussen 'ideologische' leerstoelen met een levensbeschouwelijk karakter en leerstoelen gefinancierd vanuit het bedrijfsleven.
Een bijzonder hoogleraar is in Nederland gerechtigd gedurende de periode van benoeming de titel "professor" te voeren. In de praktijk gebeurt het echter dikwijls dat hij ook daarna wordt gevoerd. De procedure rond bijzonder onderwijs aan de universiteiten is geregeld in paragraaf 2 van de Wet op het hoger onderwijs en wetenschappelijk onderzoek. Een bijzonder hoogleraar in Nederland is enigszins te vergelijken met gasthoogleraar in Vlaanderen. De buitengewoon hoogleraar heeft eveneens een bijzondere rechtspositie, maar deze wordt wel vanuit de universiteit zelf betaald.

## Geschiedenis
De bijzondere leerstoel werd in Nederland vanaf 1905 mogelijk door de onderwijsherziening van Abraham Kuyper. Deze zorgde hiermee dat ook op openbare universiteiten bijzonder onderwijs een plek kon krijgen waarbij levensbeschouwelijke onderwerpen ter sprake zouden komen. Zodoende kwamen er onder meer reformatorische, katholieke en humanistische hoogleraren. 
Vanaf de jaren zestig werd het bijzonder hoogleraarschap uitgebreid met hoogleraren met maatschappelijke onderwerpen. De Jellinek-kliniek kreeg een eigen hoogleraar epidemiologie van de verslavingszorg, NRC Handelsblad kreeg via de Maarten Rooij-stichting een leerstoel persgeschiedenis en het wetenschappelijk instituut van het CDA heeft een leerstoel 'ethiek van de politieke praktijk met speciale aandacht voor de christelijke levensbeschouwing'.
In 1998 maakten bijzonder hoogleraren een kwart uit van het totaal aantal hoogleraren. In de jaren 2010 is het aantal vrouwelijke bijzonder hoogleraren duidelijk gegroeid.

## Kritiek
Doordat er sprake is van externe financiering stellen sommigen dat er belangenverstrengeling op zou kunnen treden tussen de belangen van de universiteit en het universitaire onderzoek aan de ene kant, en de belangen van de financierende instantie (zoals een bedrijf) aan de andere kant. Zij vrezen dat het onderzoek dat door deze hoogleraren wordt verricht niet geheel onafhankelijk is en mogelijk niet aan alle kwaliteitsmaatstaven voldoet. Deze belangenverstrengeling kan worden voorkomen door vast te houden aan strikte wetenschappelijke eisen aan de kwaliteit van de kandidaat en zijn onderzoek. Ook zijn er universiteiten die een maximum stellen aan het aantal bijzondere hoogleraren.